# Pratdip
Pratdip es un municipio y localidad española de la provincia de Tarragona, en la comunidad autónoma de Cataluña. El término municipal tiene una población de 759 habitantes (INE 2024).

## Historia
Desde su fundación formó parte de la baronía de Entenza y más tarde del condado de Prades. Aparece citado por primera vez en 1154 y de nuevo en 1194 donde se hace referencia a su iglesia. En el siglo XIII sufrió el ataque y posterior saqueo por parte de Pere dels Arcs.
Durante el siglo XVIII la población creció económica y demográficamente. El 20 de febrero de 1811 se produjo en Pratdip una batalla que enfrentó a tropas napoleónicas con las españolas del coronel Iglesias. Durante las guerras carlistas se instaló un destacamento permanente en su castillo.
Pratdip se vio afectada por un sismo en 1846. Algunas de las casas quedaron agrietadas.
A mediados del siglo XIX, el lugar tenía contabilizada una población de 1615 habitantes. Aparece descrito en el decimotercer volumen del Diccionario geográfico-estadístico-histórico de España y sus posesiones de Ultramar de Pascual Madoz de la siguiente manera:

PRATDIP: l. con avunt. en la prov. de Tarragona (4 1/2 leg.), part. jud. de Falset (2 1/2), aud. lterr. y c. g. de Barcelona (16), dióc. de Tortosa (6). sit. en el centro de una especie de cuenca, rodeada por todas partes de montes; reinan con frecuencia los vientos del N. y O.; su clima es frio, pero sano, y no se conocen mas enfermedades que las estacionales. Tiene 300 casas, la consistorial, cárcel, escuela de instruccion primaria, concurrida por 60 alumnos, una igl. parr. (La Asuncion) servida por un cura; el cementerio se halla fuera de la pobl., en parage ventilado. El térm. confina N. Tivisa; E. Montroig; S. y O. Vandellos; en él se encuentran 6 masías ó casas de campo, y una ermita, dedicada á Sta. Marina ó Sta. Sinforosa, sit. al pie de un monte, y contiguo á ella una copiosa fuente de aguas potables, y 3 ó 4 casas de propiedad del mismo santuario, en donde se hospedan las gentes que concunen á visitarlo. El terreno es calizo, participa de llano y monte con algun arbolado de pinos y abundantes pastos. Los caminos son locales, y se hallan en mal estado. El correo se recibe de Montroig. prod.: trigo, vino, aceite, almendras, algarrobas, patatas, miel, cera, leña y carbon; cria ganado lanar y cabrio, y caza de conejos y perdices. ind.: 4 molinos harineros, 2 de aceite, un horno de vidrio y fabricacion de obrage de palma y de esparto. comercio: esportacion de frutos sobrantes y prod. de la ind., é importacion de pesca salada y efectos coloniales. pobl.: y riqueza (V. el cuadro sinóptico del part.)
(Madoz, 1849, p. 208)

## Demografía
Cuenta con una población de 759 habitantes (INE 2024).
| Gráfica de evolución demográfica de Pratdip entre 1842 y 2021                                                         |
| |
| Población de derecho según los censos de población del INE. Población de hecho según los censos de población del INE. |

| Nacionalidad | Hombres | Mujeres | Total | %     | Proporción |
| ------------ | ------- | ------- | ----- | ----- | ---------- |
| Española     | 265     | 241     | 506   | 73.0% |            |
| Extranjera   | 102     | 85      | 187   | 26.9% |            |

## Economía
La base de la economía es la agricultura. Destacan los cultivos de avellanos, almendros y olivos. Los cultivos de regadío se limitan a huertos familiares. Hay muy poca ganadería.

## Arquitectura

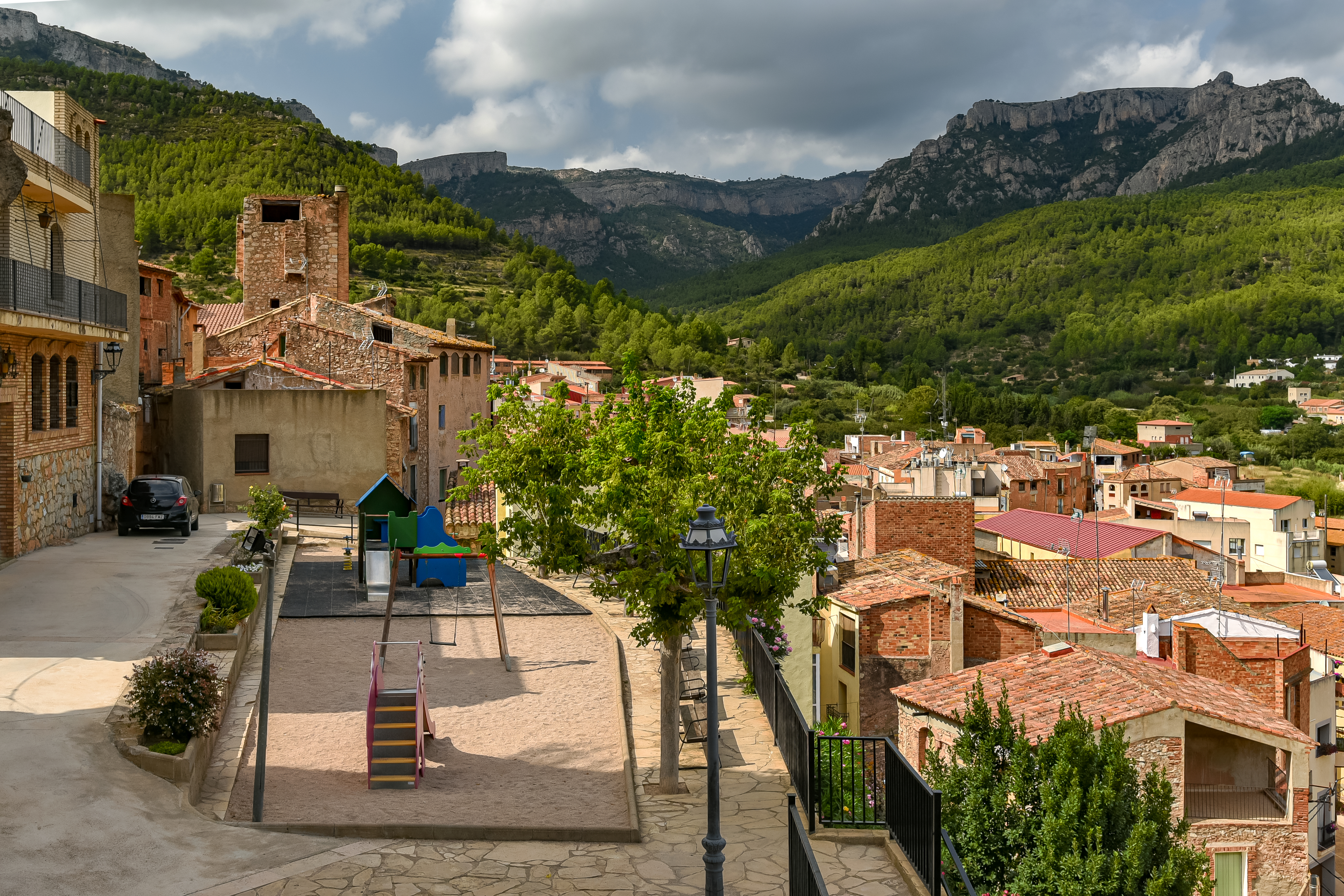
Vista de Pratdip en el

La iglesia parroquial está dedicada a Santa María. Tiene una mezcla de estilos ya que tanto el ábside como la portada son de estilo románico mientras que la bóveda es gótica. En uno de los muros se encuentra una losa sepulcral datada en 1328 y perteneciente a Jacobus de Carcassona. La iglesia fue restaurada en 1959.
De la antigua muralla se conservan aún dos de sus torres. Una de ellas, conocida como la del Capet, conserva un arco del portal que se utilizó en un tiempo como prisión. Pueden verse también algunos restos del castillo. Muy cerca está un molino, el Molí de més Amunt, donde, según una leyenda, se encontraba escondido un tesoro dejado por los franceses.

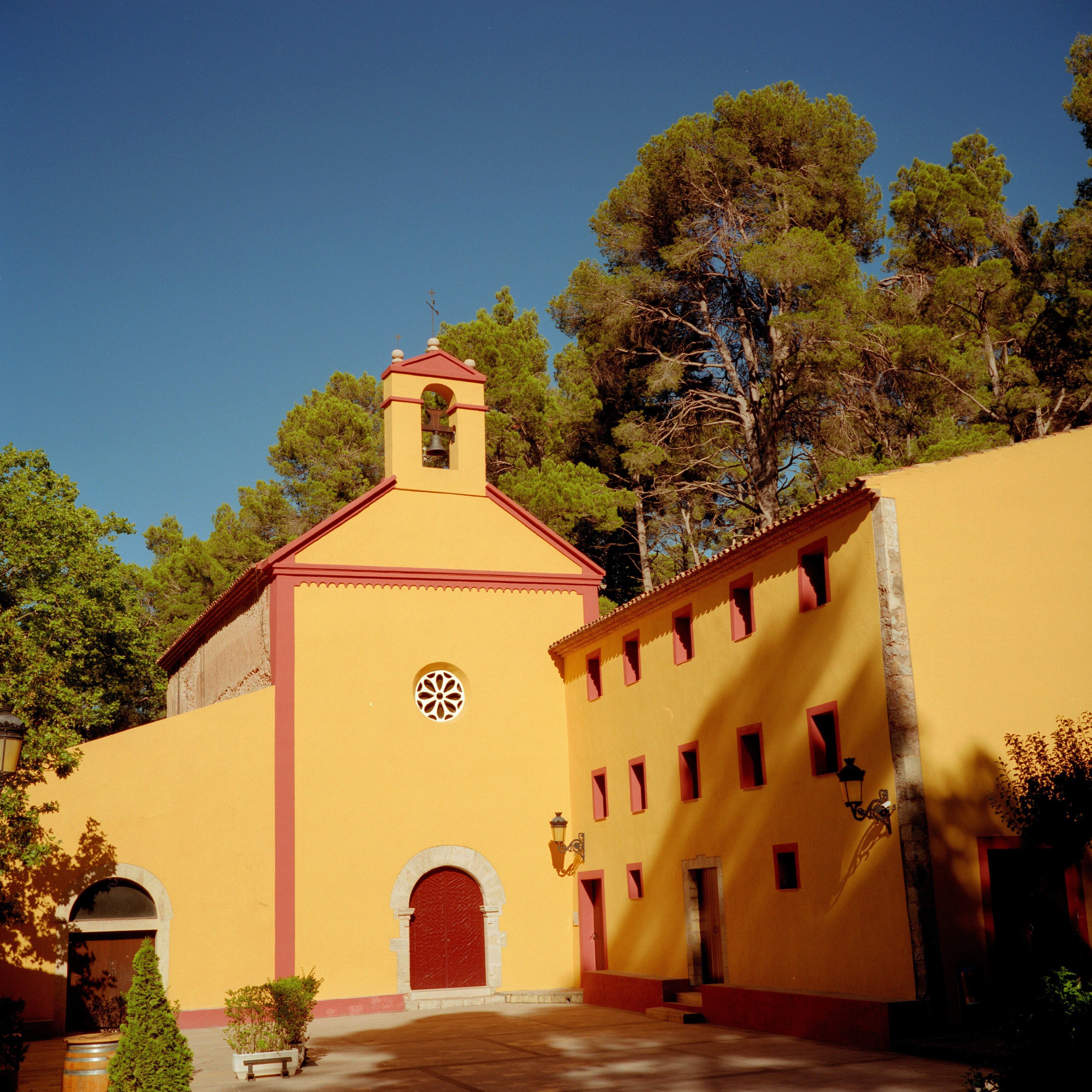
Ermita de Santa Marina.

A pocos kilómetros se encuentra la ermita de Santa Marina. Se trata de un gran santuario construido en el siglo XVI. Según la tradición, las jóvenes solteras que acudían en romería al santuario encontraban pronto pareja. La romería a la ermita tiene lugar en el mes de julio.
En 2010 se completó la construcción de un jardín de infancia con la utilización de ladrillo visto como elemento constructivo.

## Cultura

### Fiestas
Pratdip celebra su fiesta mayor el 18 de julio y la segunda fiesta en el mes de septiembre.

### Leyendas
Existe la leyenda de los dips, unos perros vampíricos que asolaron la comarca y cuya figura aparece en el escudo de la población, así como en retablos de una ermita cercana dedicados a la patrona local, Santa Marina. En esa población existen también las ruinas de un castillo que la tradición oral local atribuye fue la morada de Onofre de Dip, otro señor feudal convertido en vampiro. Esta leyenda la recogió el escritor Juan Perucho en su novela Las historias naturales.